# Me and My Guitar
Chansons représentant la Belgique au Concours Eurovision de la chanson
Copycat
(2009) With Love Baby
(2011)
Pistes de Teardrops
Start Without The Ending Lucy
Me and My Guitar  (« Ma guitare et moi » en français) est un single et une chanson du chanteur Tom Dice.
C'est la chanson représentant la Belgique au Concours Eurovision de la chanson 2010.

## À l'Eurovision

### Sélection
La chanson Me and My Guitar interprétée par Tom Dice est sélectionnée par le radiodiffuseur flamand VRT lors de l'émission Eurosong 2010 pour représenter la Belgique au Concours Eurovision de la chanson 2010 les 25 et 29 mai à Oslo, en Norvège.

### À Oslo
La chanson se classa à la 6e position (sur 25) avec un total de 143 points. Au Concours Eurovision de la chanson 1998 à Birmingham, Mélanie Cohl s'était également positionnée au 6e rang des meilleurs titres avec Dis oui.
Elle est intégralement interprétée en anglais. En demi-finale, elle se place à la 1re position (sur 17) avec 167 points. C'est le premier titre proposé par la Belgique à passer le cap des demi-finales depuis leur introduction. Me and My Guitar est la 7e chanson interprétée lors de la finale après Vukašin Brajić de Bosnie-Herzégovine avec Thunder and Lightning et avant Milan Stanković de Serbie avec Oво je Балкан (Ovo je Balkan).

## Liste des titres
| 1. | Me and My Guitar | Tom Dice, Ashley Hicklin, Jeroen Swinnen | 3:00 |
| 2. | Forbidden Love   | Tom Dice                                 | 3:46 |

## Discographie
La chanson fait partie de la liste des titres de l'album de l’interprète : Teardrops ainsi que sur de nombreuses compilations,.

## Accueil commercial
La chanson se classe dans les hits parades de plusieurs pays. Tom Dice est no 1 dans les classements belges avec cette chanson mais aussi l'été suivant avec son duo avec Elisa Tovati Il nous faut. En France, celui-ci est le titre de Tom Dice le mieux classé.

## Classements et certifications

### Classements
| Classement (2010)                       | Meilleure position |
| --------------------------------------- | ------------------ |
| Allemagne (GfK Entertainment)           | 20                 |
| Belgique (Flandre Ultratop 50 Singles)  | 1                  |
| Belgique (Flandre Ultratop 50 Airplay)  | 1                  |
| Belgique (Wallonie Ultratop 50 Singles) | 1                  |
| Belgique (Wallonie Ultratop 50 Airplay) | 6                  |
| Danemark (Tracklisten)                  | 39                 |
| Europe[réf. nécessaire]                 | 27                 |
| France (SNEP)                           | 68                 |
| Irlande                                 | 20                 |
| Pays-Bas (Single Top 100)               | 30                 |
| Royaume-Uni                             | 85                 |
| Suède (Sverigetopplistan)               | 24                 |
| Suisse (Schweizer Hitparade)            | 32                 |

| Classement (2006)            | Position |
| ---------------------------- | -------- |
| Belgique (Flandre Ultratop)  | 5        |
| Belgique (Wallonie Ultratop) | 46       |

### Certifications
| Pays                     | Certification | Date             | Seuil  |
| ------------------------ | ------------- | ---------------- | ------ |
| Belgique (IFPI Belgique) | Platine       | 24 décembre 2010 | 20 000 |

## Historique de sortie
| Pays      | Date         | Format                               | Label      |
| --------- | ------------ | ------------------------------------ | ---------- |
| Belgique, | 12 mars 2010 | CD single, téléchargement de musique | SonicAngel |